# Caffrolix compater
Caffrolix compater är en insektsart som beskrevs av Carl Stål 1866. Caffrolix compater ingår i släktet Caffrolix och familjen dvärgstritar. Inga underarter finns listade i Catalogue of Life.